# Дерфлингер, Георг фон
Райхсфрайхерр Ганс-Георг фон Дерфлингер (нем. Hans-Georg Reichsfreiherr von Derfflinger; 20 марта 1606, Нойхофен-на-Кремсе — 14 февраля 1695, Гузов) — бранденбургский фельдмаршал, один из лучших кавалерийских командиров XVII века.

## Биография

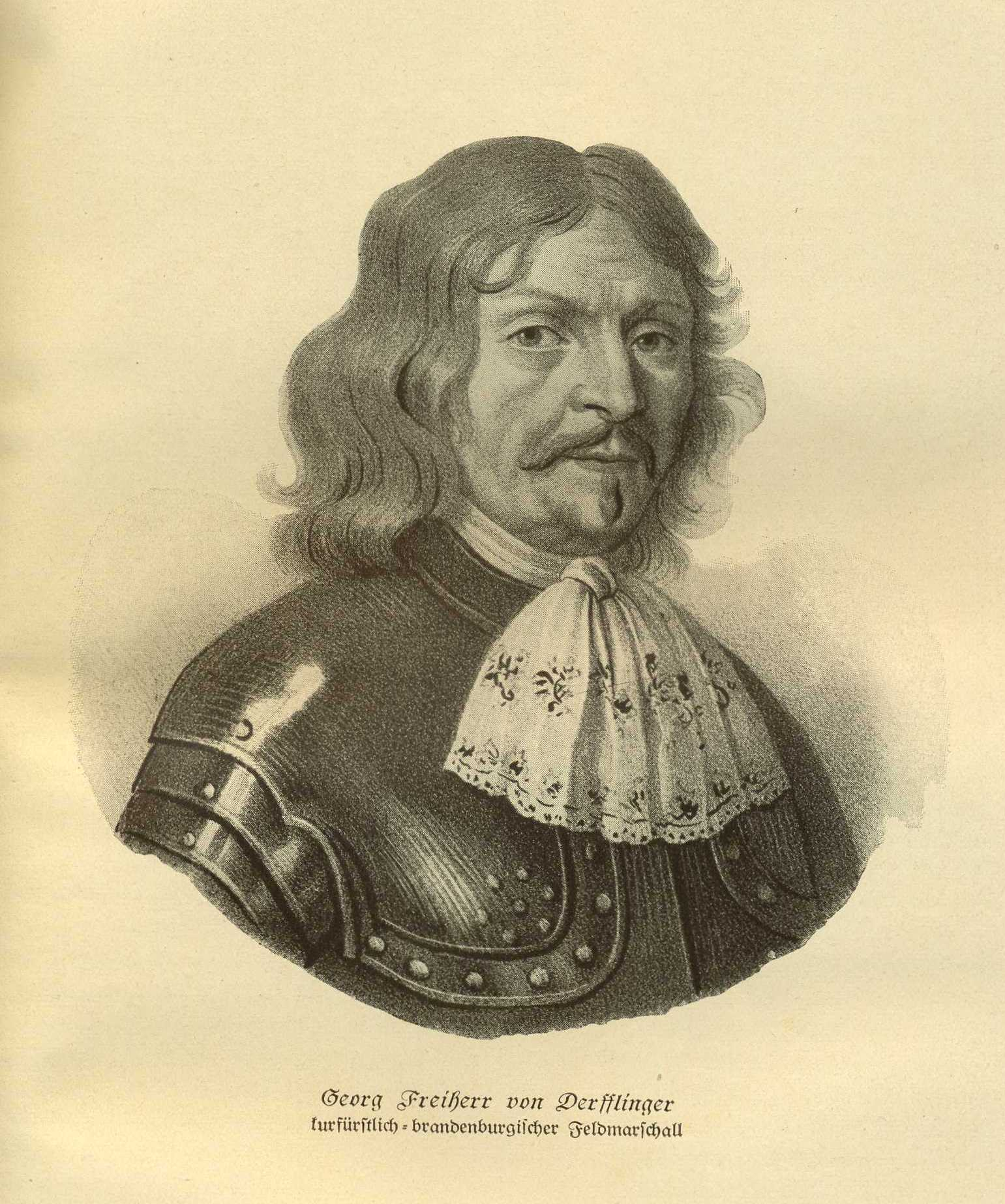
Генерал-фельдмаршал Георг фон Дерфлингер. Гравюра XVII века

Родился в 1606 году в Нойхофене, деревушке в Верхней Австрии, в семье бедных протестантов. Хотя Дерфлингер и не получил школьного образования, позже он стал одним из немногих образованных офицеров своего ранга и своего времени.
В начале Тридцатилетней войны покинул родину. Во время войны служил во многих армиях, начал службу простым рейтаром в войсках графа Турна. В 1622 году получил чин офицера, служил в саксонских войсках. В 1627 году поступил на шведскую службу, на которой оставался до 1646 года. Командовал полком, покрыл на войне себя славой и был произведен в генералы.
В 1654 году был приглашен на службу курфюрстом Бранденбурга Фридрихом Вильгельмом I, как самый известный в те времена командир кавалерии. Дерфлингер был назначен командующим кавалерией, отлично себя проявив на этом посту. Реорганизовывал войска, формировал множество новых кавалерийских полков.
В 1656 году проявил себя в качестве командующего бранденбургской кавалерии в славном трехдневном сражении под Варшавой, взял штурмом сильно укрепленный монастырь Примент и вытеснил вторгшегося в Ноймарк польского генерала Чарнецкого.
В 1670 году произведен в генерал-фельдмаршалы. В 1674 году император Священной Римской империи Леопольд I пожаловал его титулом имперского барона (нем. Reichsfreiherr). Несмотря на почтенный возраст, продолжал службу Пруссии, проявляя завидную энергию и предприимчивость.
С началом войны со Швецией смелым кавалерийским натиском, проведя рейд, захватил у шведов Ратенов, разбил их при Фербеллине (18 июня 1675 года).
В 1690 году Дерфлингер участвовал в походе против Людовика XIV.

### Семья
В 1646 году женился на Маргарите Тугендрайх фон Шапелов (нем. Margarete Tugendreich von Schapelow) и присоединил её владения к своим, приобретенным на войне.
Единственный сын Дерфлингера — Фридрих, пал в битве против турок под Будапештом в 1686 году. Его дочери сочетались браком с сыновьями старых прусских дворянских родов, таких как Марвиц, Цитен.

## Память
Дерфлингер стал одним из персонажей драмы Генриха Клейста «Принц Фридрих Гомбургский».
В 1914 году в состав германского Флота Открытого моря был введён линейный крейсер «Дерфлингер», названный в честь фельдмаршала.